# ألبرت غودمان
ألبرت غودمان (بالإنجليزية: Albert Goodman)‏ هو سياسي بريطاني وبريطاني (وحمل سابقاً جنسية المملكة المتحدة لبريطانيا العظمى وأيرلندا)، ولد في 1880، وتوفي في 22 أغسطس 1937. حزبياً، نشط في حزب المحافظين. وقد في الانتخابات العامة في المملكة المتحدة 1931 ‏، انتخب عضو برلمان المملكة المتحدة الـ36 عن دائرة إزلينغتون الشمالية (27 أكتوبر 1931 – 25 أكتوبر 1935) وفي الانتخابات العامة في المملكة المتحدة 1935 ‏، انتخب عضو برلمان المملكة المتحدة الـ37 عن دائرة إزلينغتون الشمالية (14 نوفمبر 1935 – 22 أغسطس 1937).